# Sabine Pigalle
Pour les articles homonymes, voir Pigalle.
Sabine Pigalle, née le 14 novembre 1963 à Rouen, est une artiste contemporaine et  photographe plasticienne française. Elle vit et travaille à Paris.

## Biographie
Études supérieures à Paris (Lettres Modernes-Sorbonne).
Sabine Pigalle est une artiste plasticienne dont le médium privilégié sont la photographie et le collage digital.
Dans ses recueils Toxi Food, Festins Libertins, Coronabécédaire, elle lie également textes et images.
Elle hybride des peintures de maitres anciens avec des photographies contemporaines.
Son travail s'apparente aux mouvements de la post photographie et de l'art digital.
Avant de s'adonner à ses propres recherches artistiques, elle a notamment travaillé aux côtés de photographes de mode tels que Ellen von Unwerth, Jean-Baptiste Mondino, Peter Lindbergh, Helmut Newton.

## Ouvrages
- Toxi-Food, Éditions Intervalles, 2007.
- Festins libertins, Éditions Intervalles, 2009.
- Protectors, Éditions Intervalles, 2010.
- Night Watch, Éditions La Pionnière, 2017 [2],[3]
- Sabine Pigalle, Editions Liénart, 2020 [4]
- Coronabécédaire, Éditions Intervalles, 2021.
- Blood and Fire, Éditions AKA, 2021
- Made in Yvrandes, Editions Lord Byron, 2022
- Le Cabinet des Leurres, Editions Lord Byron, 2023

## Expositions
- 2010 : « Protectors », Galerie Hélène Bailly, Paris, France [5]
- 2012 : « Protectors », Galerie Brandt, Amsterdam, Pays Bas [6]
- 2014 : « Timequakes », Nexus Hall Chanel Ginza,Tokyo Japon [7],[8]
- 2015 : « In Memoriam », WildProjectGallery, Luxembourg [9]
- 2018 : « Generic Code », Galerie RX, Paris [10]
- 2018 : « Sa Muse », Musée Regards de Provence, Marseille [11]
- 2019 : « Rinascenza », Château de Chateaudun, Centre des monuments nationaux [12]
- 2020 : « My Corona Diary » Château de Carrouges, Centre des monuments nationaux [13],[14],[15],[16]
- 2020 : " Sabine Pigalle on view"  Matmut pour les arts, Saint-Pierre-de-Varengeville [17]
- 2021 : " Mémoires d'Outre-Temps" Musée Fragonard, Grasse
- 2021 : " Conte à Rebours" Galerie Odile Ouizeman, Paris
- 2022 : " New Economy", Citéco, Musée de l'économie, Paris  [18]
- 2023 : " Made in Yvrandes" Conseil Général de l'Orne, Alençon
- 2023 : "Le Cabinet des Leurres" Musée Condé, Château de Chantilly    [19],[20]
- 2023 : "Citations et Renaissances" Musée Jean-Jacques Rousseau, Montmorency  [21]
- 2024 : "In the Now : Gender and Nation in Europe" Brooklyn Museum, New York, USA  [22]

## Distinctions
- Chevalière de l'ordre des Arts et des Lettres (2021)[23].